# Robert Tasso
Robert Tasso (18 dicembre 1989) è un calciatore vanuatuano, attaccante del Tafea.

## Carriera

### Club
Complessivamente ha giocato 3 partite nella OFC Champions League, senza mai segnare.

### Nazionale
Ha giocato nella nazionale vanuatuana Under-23.
L'8 luglio 2011 debutta con la maglia della nazionale maggiore vanuatuana in una partita amichevole persa per 2-1 contro le Isole Salomone. Partecipa in seguito alla Coppa delle Nazioni Oceaniane nel 2012: in questa manifestazione, in cui la sua nazionale viene eliminata al termine della fase a gironi, segna 3 gol in 3 partite; complessivamente ha giocato 12 partite segnando 6 gol.